# ポマール
ポマール　（Pommard）は、フランス・ブルゴーニュ＝フランシュ＝コンテ地域圏コート＝ドール県のコミューン。

## ワイン
ブルゴーニュワインの生産地で、村単独のAOCを持っている。
ブルゴーニュのなかでもワイン作りの歴史が古く、単独のコミューンとしては、ボーヌに次いで生産量が多い。
コート・ド・ボーヌ地区にあるが、生産されるワインはすべて赤で、ピノ・ノワール種のぶどうだけで作られている。